# Пизапиа, Джулиано
Джулиано Пизапиа (итал. Giuliano Pisapia; род. 20 мая 1949, Милан) — итальянский адвокат и политик, в 2011—2016 годах — мэр Коммуны Милана. Дважды избирался в итальянский парламент.

## Биография
Родился 20 мая 1949 года в Милане, сын одного из наиболее известных итальянских адвокатов по уголовным делам Джан Доменико Пизапиа, автора уголовно-процессуального кодекса, вступившего в силу в 1989 году. Джулиано Пизапиа учился в католическом лицее имени Беркета, участвовал в студенческом движении. Поступил на медицинский факультет, стал волонтёром Красного креста, работая по ночам санитаром. Прошёл военную службу в пехоте, после неё был рабочим на химическом заводе, учителем в колонии для несовершеннолетних и банковским служащим. Впоследствии получил двойной диплом юриста и политолога, на первых порах специализировался в гражданском праве, затем занялся уголовными процессами.
С 1996 по 2006 год состоял в Палате депутатов Италии XIII и XIV созывов.
Состоял членом «Пролетарской демократии» и Партии коммунистического возрождения (с 1996 года). После падения кабинета Проди некоторое время проработал волонтёром в лагере беженцев на границе Албании. На выборах мэра Милана 2011 года стал кандидатом от левоцентристской коалиции, включающей Демократическую партию, при активной поддержке партии Ники Вендолы «Левые — экология — свобода», и победил, набрав 48 % в первом туре выборов и 55 % — во втором.
В качестве юриста на добровольных началах выступал в качестве адвоката в ряде дел с политической подоплёкой. Он защищал интересы лидера Рабочей партии Курдистана Абдуллы Оджалана, а также членов семей погибших Карло Джулиани, молодого антиглобалиста, застреленного карабинерами во время протестов против саммита G8 в Генуе, и Давида Чезаре, активиста антифашистского движения, убитого неонацистами.
В марте 2015 года Пизапиа объявил об отказе от участия в перевыборах мэра Милана. 19 июня 2016 года во втором туре выборов мэра победил кандидат левоцентристской коалиции Джузеппе Сала.
В 2019 году избран в Европейский парламент по списку Демократической партии в качестве независимого кандидата, а 3 сентября 2019 года избран заместителем председателя Комиссии по конституционным вопросам.

## Юридическое преследование
В 1980 году Пизапиа был арестован в составе группы из нескольких человек и провёл четыре месяца в тюремном заключении по обвинению в причастности к деятельности леворадикальной группировки Первая линия и в моральном поощрении к угону этой организацией автофургона в 1978 году. 8 марта 1986 года апелляционный суд ассизы (Corte d’assise d’appello) полностью его оправдал за отсутствием факта преступления. 3 марта 1987 года Верховный суд Италии нашёл нарушения в процедуре апелляционного суда и отменил его решение, но апелляционный суд подтвердил прежнее решение в отношении всех подсудимых, включая Пизапиа, в заседаниях 3 декабря 1987 года, а также 25 февраля, 28 марта и 14 апреля 1988 года.